# Jelena Kostanić Tošić
Jelena Kostanić Tošić (Split, 6 de Julho de 1981) é uma ex-tenista profissional croata.

## WTA Tour finais

### Simples: 3 (0-3)
| Legenda: Antes de 2009 | Legenda: Depois de 2009 |
| ---------------------- | ----------------------- |
| Grand Slam (0)         |                         |
| Olimpíadas (0)         |                         |
| WTA Championships (0)  |                         |
| Tier I (0)             | Premier Mandatory (0)   |
| Tier II (0)            | Premier 5 (0)           |
| Tier III (0/1)         | Premier (0)             |
| Tier IV & V (0/2)      | International (0)       |

| Resultado | N. | Data               | Torneio             | Piso   | Oponente        | Placar         |
| Vice      | 1. | Agosto 10, 2003    | Helsinki, Finlândia | Saibro | Anna Smashnova  | 6-4 4-6 0-6    |
| Vice      | 2. | Fevereiro 12, 2006 | Pattaya, Tailândia  | Duro   | Shahar Pe'er    | 3-6 1-6        |
| Vice      | 3. | Fevereiro 19 2006  | Bangalore, Índia    | Duro   | Mara Santangelo | 3-6 7-6(5) 6-3 |

### Duplas: 16 (8-8)
| Legenda: Antes de 2009 | Legenda: Depois de 2009 |
| ---------------------- | ----------------------- |
| Grand Slam(0)          |                         |
| Olimpíadas (0)         |                         |
| WTA Championships (0)  |                         |
| Tier I (0)             | Premier Mandatory (0)   |
| Tier II (0)            | Premier 5 (0)           |
| Tier III (5/4)         | Premier (0)             |
| Tier IV & V (3/4)      | International (0)       |

| Resultado | N. | Data              | Torneio                   | Piso   | Parceira                   | Oponentes                                | Placar             |
| Campeã    | 1. | 26 Abril 1999     | Bol, Croácia              | Saibro | Michaela Paštiková         | Meghann Shaughnessy Andreea Vanc         | 7–5, 61–7, 6–2     |
| Campeã    | 2. | 8 Novembro 1999   | Kuala Lumpur, Malásia     | Duro   | Tina Pisnik                | Rika Hiraki Yuka Yoshida                 | 3–6, 6–2, 6–4      |
| vice      | 1. | 23 Abril 2000     | Budapest, Hungria         | Saibro | Sandra Načuk               | Lubomira Bacheva Cristina Torrens Valero | 0-6, 2-6           |
| Campeã    | 3. | 6 Maio 2002       | J&S Cup, Polônia          | Saibro | Henrieta Nagyová           | Evgenia Kulikovskaya Silvija Talaja      | 6–1, 6–1           |
| Campeã    | 4. | 20 Maio 2002      | Strasbourg, França        | Saibro | Jennifer Hopkins           | Caroline Dhenin Maja Matevžič            | 0–6, 6–4, 6–4      |
| Vice      | 2. | 19 Maio 2003      | Strasbourg, França        | Saibro | Laura Granville            | Sonya Jeyaseelan Maja Matevžič           | 4-6, 4-6           |
| Campeã    | 5. | 5 Janeiro 2004    | Auckland, Nova Zelândia   | Duro   | Mervana Jugić-Salkić       | Virginia Ruano Pascual Paola Suárez      | 7–66, 3–6, 6–1     |
| Campeã    | 6. | 12 Janeiro 2004   | Canberra, Austrália       | Duro   | Claudine Schaul            | Caroline Dhenin Lisa McShea              | 6–4, 7–63          |
| Vice      | 3. | 19 Junho 2004     | 's-Hertogenbosch, Holanda | Grama  | Claudine Schaul            | Lisa McShea Milagros Sequera             | 6–7 (3–7), 3–6     |
| Vice      | 4. | 15 Maio 2005      | Praga, Rep. Tcheca        | Saibro | Barbora Záhlavová-Strýcová | Nicole Pratt Émilie Loit                 | 7–6(8–6), 4–6, 4–6 |
| Vice      | 5. | 25 Setembro 2005  | Portorož, Eslovênia       | Duro   | Katarina Srebotnik         | Anabel Medina Garrigues Roberta Vinci    | 4–6, 7–5, 2–6      |
| Vice      | 6. | 9 Janeiro 2006    | Hobart, Austrália         | Duro   | Jill Craybas               | Émilie Loit Nicole Pratt                 | 2–6, 1–6           |
| Vice      | 7. | 1 Outubro 2006    | Guangzhou, China          | Duro   | Vania King                 | Li Ting Sun Tiantian                     | 4–6, 6–2, 5–7      |
| Campeã    | 7. | 8 Outubro 2006    | Toquio, Japão             | Duro   | Vania King                 | Yung-Jan Chan Chia-Jung Chuang           | 7–62, 5–7, 6–2     |
| Campeã    | 8. | 15 Outubro 2006   | Bangkok, Tailândia        | Duro   | Vania King                 | Mariana Díaz-Oliva Natalie Grandin       | 7–5, 2–6, 7–5      |
| Vice      | 8. | 23 Fevereiro 2008 | Bogotá, Colômbia          | Saibro | Martina Müller             | Iveta Benešová Bethanie Mattek-Sands     | 3-6, 3-6           |